# داو جونز
داو جونز (به انگلیسی: Dow Jones) شرکت انتشارات آمریکایی است که در سال ۱۸۸۲ توسط چارلز هنری داو و ادوارد جونز تأسیس شد. این شرکت نیز در سال‌های اخیر همچون نیویورک تایمز و واشینگتن پست به صورت عمومی ثبت گردید، ولی همچنان به‌شکل خصوصی اداره می‌شود.
روپرت مرداک مالک شرکت نیوز کورپوریشن در ماه مه ۲۰۰۷ اقدام به خریداری اکثریت سهام شرکت داو جونز نمود و به مالکیت ۱۰۵ ساله خانواده بنکرافت بر این کمپانی، پایان داد. دفتر مرکزی این شرکت در شهر نیویورک قرار دارد و به‌عنوان شرکت تابعه نیوز کورپوریشن فعالیت می‌نماید.